# Ruwanwelisaya
Ruwanwelisaya je dagoba v obliki polkrožne kupole v svetem mestu Anuradhapura na Šrilanki, ki vsebuje Budove relikvije, in velja za sveto številnim budistom po vsem svetu.  Gradil jo je kralj Dutugemunu okoli 140 pr. n. št., po vojni, v kateri je premagal čolskega kralja Elara in postal gospodar vse Šrilanke. Znana je tudi kot "Mahathupa", "Swarnamali Chaitya", "Suvarnamali Mahaceti" (v jeziku Pali) in "Rathnamali Dagaba".
To je ena od "Solosmasthana" (16 mest čaščenja) in "Atamasthana" (8 krajev čaščenja v starodavnem svetem mestu Anuradhapuri). Stupa je med najvišjimi spomeniki na svetu, visoka 103 m, z obsegom 290 m. Pagoda Kaunghmudaw v Sagaingu, Mjanmar je narejena po njenem vzoru. 
Stupa je bila v 19. stoletju v ruševinah. Po zbiranju sredstev singalskih bikšu (bhikkhu - menih) je bila obnovljena v začetku 20. stoletja. Društvo za obnovo Ruwanveli Seya je bilo ustanovljeno leta 1902, končno kronanje stupe pa je bilo 17. junija 1940. 

## Budova relikvija
Po Buddhiovi "Parinibbāni" so njegove relikvije in bogoslužje knezi osmih držav razdelili tako, da sta vsaka država imeli po dve. Dva dela relikvij, ki so bila v vasi Rāmagāma, sta bila po odločitvi Bude odložena v Veliki stupi Ruwanweli. Kralj Dutugemunu je na dan polne lune meseca "Ašāha" (junij-julij) pod ozvezdjem "Uttarāsāḷha" priredil ceremonijo za položitev relikvije v Veliko stupo s čaščenjem "Sangh" (red menihov) na dan pred polno luno in jih spomnil, da je jutri določen dan za vnos v relikviarij in mu prinesejo relikvije. Saṅghe so nato sporočili novico Arahantu "Soṇuttari", ki je bil usposobljen nabaviti relikvije iz Naga-Loka, ki jo je uspel obiskati in prinesti ter darovati Sangham.
Potem je kralj Dutugemunu od "Sangh" prejel Budove relikvije v kovčku, je odšel iz zlatega paviljona med množico darovalcev in častilcev. Trikrat je obkrožil relikvijo, vstopil z vzhoda in položil skrinjo na srebrn podstavek "koṭi", ki je bil urejen na severni strani. Podoba Bude je bila narejena v levjem položaju ("sīhaseyya") in vse relikvije so bile zapisane v tej podobi. Ko je bil obred v Veliki stupi Ruwanweli končan, sta dva novica Uttara in Sumana zaprla relikvijo s kamniti blok, ki sta ga prej pokrila.

## Slike
- Glavni vhod
- Ruwanwelisaya leta 1891
- Ruwanwelisaya stupa
- Romarji pri Ruwanwelisaya Chedi
- Pariwara stupa
- Kralj Dutugemunu (161 – 137 pr. n. št.)